# Jaczew (gmina)
Jaczew – dawna gmina wiejska istniejąca do 1952 roku w woj. lubelskim/warszawskim. Siedzibą władz gminy był początkowo Jaczew, a następnie Żelazów.
Gmina Jaczew jest wymieniona jako jedna z 16 gmin wiejskich powiatu węgrowskiego guberni siedleckiej.
W 1919 roku gmina weszła w skład woj. lubelskiego. 1 kwietnia 1939 roku gmina wraz z całym powiatem węgrowskim została przeniesiona do woj. warszawskiego.
Po wojnie gmina zachowała przynależność administracyjną. Według stanu z dnia 1 lipca 1952 roku gmina składała się z 15 gromad. 1 września 1952 roku jednostka została zniesiona a jej obszar włączony do gmin Ossówno, Korytnica i Borze oraz do nowo utworzonej gminy Trawy (tylko gromada Rabiany).